# Thyranthrene capensis
Thyranthrene capensis is een vlinder uit de familie wespvlinders (Sesiidae), onderfamilie Sesiinae.
Thyranthrene capensis is voor het eerst wetenschappelijk beschreven door de Freina in 2011. De soort komt voor in het Afrotropisch gebied.